# Lijst van Filipijnse medaillewinnaars op de Aziatische Spelen atletiek
Dit is een lijst van Filipijnse medaillewinnaars atletiek op de Aziatische Spelen
Goud 
1. Andres Franco - hoogspringen mannen (1.93)  - 1951

1. Estafetteploeg - 4x100 meter mannen (41.4) - 1958
2. Inocencia Solis - 100 m vrouwen (12.5) - 1958
3. Visitacion Badana - verspringen vrouwen (5,64m) - 1958
4. Mona Sulaiman - 100 m vrouwen (11.93) - 1962
5. Mona Sulaiman - 200 m vrouwen (24.63) - 1962
6. Estafetteploeg - 4x100 meter mannen (41.41) - 1962
7. Estafetteploeg - 4x100 meter vrouwen (48.67) - 1962
8. Josephine de la Viña - discuswerpen vrouwen (47.58m) - 1966
9. Lydia de Vega - 100 m vrouwen (11.76) - 1982
10. Lydia de Vega - 100 m vrouwen (11.53) - 1986

Zilver 
1. Genaro Cabrera - 100 m mannen (10.7) - 1954
2. Pablo Somblingo - 400 m mannen (48.5) - 1958
3. Francisco Sanopal - 80m horden vrouwen (11.6)  - 1958
4. Lolita Lagrosas - hoogspringen vrouwen (1.56)  - 1958
5. Estafetteploeg - 4x100 meter vrouwen (49.0) - 1958
6. Francisco Sanopal - 80m horden vrouwen (12.00)  - 1962
7. Lolita Lagrosas - hoogspringen vrouwen (1.58)  - 1966
8. Amelita Alanes - 200m vrouwen (25.2)  - 1970
9. Isidro del Prado - 400m horden mannen (45.96)  - 1986

Brons 
1. Aurelio Amante - discuswerpen mannen (38.14m) - 1951
2. Estafetteploeg - 4x100 meter mannen (43.9) - 1951
3. Estafetteploeg - 4x400 meter mannen (3:35.8) - 1951
4. Jaime Pimental - 400m horden mannen (55.6)  - 1954
5. Andres Franco - hoogspringen mannen (1.95)  - 1954
6. Estafetteploeg - 4x100 meter mannen (42.2) - 1954
7. Estafetteploeg - 4x400 meter mannen (3:21.6) - 1954
8. Estafetteploeg - 4x100 meter vrouwen (50.4) - 1954
9. Inocencia Solis - 200m vrouwen (26.5)  - 1954
10. Vivencia Subido - speerwerpen vrouwen (37.56m) - 1954
11. Estafetteploeg - 4x400 meter mannen (3:18.2) - 1958
12. Isaac Gomez - 100 m mannen (11.1) - 1958
13. Enrique Bautista - 200 m mannen (22.2) - 1958
14. Manolita Cinco - 80m horden vrouwen (12.1)  - 1958
15. Mona Sulaiman - kogelstoten vrouwen (11.97m) - 1962
16. Josephine de la Viña - discuswerpen vrouwen (37.79m) - 1962
17. Rogelio Onofre - 100 m mannen (10.82) - 1962
18. Ciriaco Baronda - hoogspringen mannen (1.95)  - 1962
19. Marcelina Alonso - speerwerpen vrouwen (40.90m) - 1966
20. Estafetteploeg - 4x100 meter mannen (41.3) - 1966
21. Lolita Lagrosas - Moderne vijfkamp (3889)  - 1966
22. Isabel Cruz - 800m vrouwen (2:13.5)  - 1970
23. Lolita Lagrosas - hoogspringen vrouwen (1.56)  - 1970
24. Lolita Lagrosas - Moderne vijfkamp (4020)  - 1970
25. Estafetteploeg - 4x100 meter vrouwen (47.72) - 1978
26. Hector Begeo - 3000 meter steeplechase mannen (8:52.40) - 1982
27. Estafetteploeg - 4x400 meter mannen (3:09.26) - 1986
28. Elma Muros - 400m horden vrouwen (59.47) - 1990
29. Elma Muros - verspringen vrouwen(6,41m) - 1994